# Eduardo Dasent
Eduardo Dasent (Panamá, Panamá; 12 de octubre de 1988) es un exfutbolista panameño. Juega de defensa central.

## Selección nacional
Desde 2007, año en que participó en la Copa Mundial de Fútbol Sub-20 de Canadá, es internacional con la selección de Panamá.

### Participaciones en selección nacional
| Copa                      | Categoría | Sede           | Resultado      | Partidos | Goles |
| ------------------------- | --------- | -------------- | -------------- | -------- | ----- |
| Campeonato Sub-20 2007    | Sub-20    | Panamá         | Subcampeón     | 2        | 0     |
| Copa Mundial Sub-20 2007  | Sub-20    | Canadá         | Fase de grupos | 1        | 0     |
| Copa Oro 2011             | Mayor     | Estados Unidos | Tercer lugar   | 3        | 0     |
| Copa Centroamericana 2013 | Mayor     | Costa Rica     | Quinto lugar   | 3        | 0     |

## Clubes
| Club                 | País      | Año       |
| -------------------- | --------- | --------- |
| Tauro FC             | Panamá    | 2006-2010 |
| Deportivo Marquense  | Guatemala | 2010      |
| Atlético Bucaramanga | Colombia  | 2011      |
| Tauro FC             | Panamá    | 2012-2014 |
| CA Independiente     | Panamá    | 2014      |

## Palmarés

### Títulos nacionales
| Título           | Club     | País   | Año    |
| ---------------- | -------- | ------ | ------ |
| Primera División | Tauro FC | Panamá | 2006-C |
| Primera División | Tauro FC | Panamá | 2007-A |
| Primera División | Tauro FC | Panamá | 2012-C |
| Primera División | Tauro FC | Panamá | 2013-A |